# Gare de La Verrerie-de-Portieux
La gare de La Verrerie-de-Portieux était une gare ferroviaire française de la ligne de Charmes à Rambervillers, située sur le territoire de la commune de Portieux, dans le département des Vosges en région Lorraine.
Mise en service en 1871 par la Compagnie des chemins de fer de l'Est, elle est fermée au service des voyageurs en 1935.

## Situation ferroviaire
Établie à 312 m d'altitude, la gare de La Verrerie-de-Portieux était, durant la période d'activité ferroviaire, située au point kilométrique (PK) 8,3 de la ligne de Charmes à Rambervillers, entre les gares de Charmes (Vosges) et de Moriville.

## Histoire
Le 30 décembre 1864 le préfet du département des Vosges annonce par courrier qu'il a fait étudier un nouveau tracé pour le projet de ligne devant relier Rambervillers et la ligne de Gray à Nancy. Il indique que le raccordement se fera à Charmes et qu'il est notamment prévu une station à la Verrerie de Portieux, commune de Portieux. Comme les autres stations de la ligne, il est prévu de l'installer sur une ligne droite avec un palier d'au moins 500 mètres.
La station de La Verrerie-de-Portieux est mise en service le 16 septembre 1871 par la Compagnie des chemins de fer de l'Est, chargée de l'exploitation par la Compagnie du chemin de fer de Rambervillers à Charmes concessionnaire de la ligne.
En 1886, le trafic en gare représente pour l'expédition, 22 385 voyageurs et en marchandises : 49 944 kg en grande vitesse et 2 649 247 kg en petite vitesse, avec une recette totale de 14 331,45 fr.
La fermeture du service voyageurs intervient en 1935 et celle du service des marchandises en 1939, néanmoins la ligne jusqu'à la gare devient un embranchement particulier qui va permettre la desserte de la verrerie connue désormais sous le nom cristallerie de Portieux pendant encore plusieurs années.
Le bâtiment voyageurs de la gare (actuellement Mairie-annexe de la Verrerie de Portieux) est toujours présent sur le site.